# Christina Siemoneit
Christina Siemoneit (* 14. Mai 1988 in Achim (Landkreis Verden)) ist eine deutsche Schauspielerin und Tänzerin.
Aufgewachsen in Rotenburg (Wümme) machte sie  bei Ballettauftritten und schulischen Theaterprojekten mit sieben Jahren ihre ersten Bühnenerfahrungen. Vor dem Abitur absolvierte sie eine Klavier- und Gesangsausbildung. Nach Abschluss des Gymnasiums sammelte sie erste Schauspielerfahrungen durch privaten Unterricht, Auditions, Workshops und Studentenfilme in Berlin. Zudem besuchte sie zahlreiche Workshops zu verschiedenen Tanzrichtungen: Hip-Hop, Jazz, Modern Dance. In der Seifenoper Alles was zählt spielte sie ihre erste Hauptrolle als Tänzerin Sarah Wendt.